# يوان يي
يوان يي (بالصينية: 袁野) هو متزلج سريع صيني، ولد في 1 يوليو 1979 في تشانغتشون في الصين.

## وصلات خارجية
- يوان يي على موقع اللجنة الأولمبية الدولية (الإنجليزية)
- يوان يي على موقع أوليمبيديا (الإنجليزية)
- يوان يي على موقع اللجنة الأولمبية الصينية (الإنجليزية)